# Athyrium chayuense
Athyrium chayuense là một loài dương xỉ trong họ Athyriaceae. Loài này được Z.R.Wang mô tả khoa học đầu tiên năm 1993.
Danh pháp khoa học của loài này chưa được làm sáng tỏ. 